# Anel Soudakevitch
Anel Soudakevitch (en russe : Анель Судакевич), née à Moscou le 27 décembre 1906 et morte dans cette ville le 22 septembre 2002 , est une actrice soviétique du cinéma muet.

## Biographie
Anel Soudakevitch était mariée au danseur du Bolchoï, Assaf Messerer, avec qui elle a eu un fils, Boris Messerer (en russe : Борис Мессерер).

## Filmographie partielle
- 1926 : Miss Mend de Boris Barnet et Fedor Ozep : la stenographiste
- 1927 : La Victoire de femme (Pobeda zhenschiny) : Marfinka
- 1927 : Le Baiser de Mary Pickford : Dousia
- 1927 : Qui es-tu ? (Kto ty takoy?)
- 1928 : La Maison de la place Troubnaia (Дом на Трубной, Dom na Trubnoy) de Boris Barnet : Marina
- 1928 : Terre prisonnière (Земля в плену, Zemlia v plenou) de Fedor Ozep : Ania, fille du baron
- 1929 : Tempête sur l'Asie (Потомок Чингисхана, Potomok Chingis-Khana) : fille du commandant
- 1929 : Dva-Buldi-dva
- 1975 : Raspoutine, l'agonie (Агония) de Elem Klimov